# Di me e di te (singolo)
Di me e di te è un singolo del gruppo musicale italiano Zero Assoluto, il primo estratto dall'album omonimo e pubblicato l'11 febbraio 2016.

## Il brano
Il brano è stato scritto da Thomas De Gasperi, Matteo Maffucci, Antonio Filippelli, Luca Vicini ed è stato presentato dal duo in occasione della loro partecipazione al Festival di Sanremo 2016.

## Video musicale
Il videoclip, diretto da Gaetano Morbioli, è stato pubblicato in concomitanza del lancio del singolo attraverso il canale YouTube del duo.

## Tracce
1. Di me e di te – 3:57

## Classifiche
| Classifica (2016) | Posizione massima |
| ----------------- | ----------------- |
| Italia            | 26                |